# Pomes i galetes
Pomes i galetes (Pommes et biscuits) és un oli sobre tela de 45 × 55 cm pintat per Paul Cézanne vers l'any 1880 i dipositat al Museu de l'Orangerie de París.

## Context històric i artístic
Aquesta natura morta és considerada una de les més belles de Cézanne, "una de les que resumeixen millor", segons Michel Hoog, "els trets essencials del seu art i del seu període més serè". Per a Cézanne, la forma pura de la poma era un símbol tant poètic com de la seua gran amistat amb Émile Zola, ja que una vegada va donar a Cézanne algunes maçanes en agraïment per un favor.
Aquesta obra se sol datar generalment al voltant del 1880. En diverses obres de Cézanne situades entre el 1879 i el 1882 hom troba un paper pintat similar (un d'idèntic apareix en un retrat datat cap al 1882).
En ocasió de la venda de la col·lecció Cognacq l'any 1952, Domenica Walter adquirí aquesta tela per una quantitat llavors considerada inaudita, cosa que causà gran rebombori en el món de l'art.

## Descripció
Aquesta pintura és una de les obres més brillants de Paul Cézanne i una mostra del seu gran domini pintant natures mortes. Ací, Cézanne va crear una composició molt equilibrada amb només un plat i unes poques maçanes disposades sobre un bagul.
El quadre, de senzillesa perfecta, presenta tres bandes horitzontals de la mateixa amplada: la cara anterior d'un bagul de color groc vermellós, la tapa del mateix bagul, de tons entre blau i marró, i la paret del fons, coberta de paper pintat blau-verd. Unes quantes pomes vermelles i grogues i un plat blau (que queda tallat pel límit de la tela) estan disposats, en un desordre fingit, sobre la tapa, lleugerament inclinada cap a l'espectador. Les pomes queden partides en dos grups per un espai, però estan aplegades en una construcció piramidal, coronada pel motiu vegetal del paper de la paret. Tema predilecte de Cézanne en les seues investigacions destinades a traduir la forma mitjançant el color, les pomes estan modelades amb una pasta més espessa que la de la resta de la composició.